# CAPN1
La subunidad catalítica de la calpaína 1 (CAPN1) es una proteína codificada en humanos por el gen capn1.
Las calpínas, proteasas neutrales activadas por calcio, son cisteína proteasas intracelulares no lisosomales. Las calpaínas de mamíferos incluyen proteínas ubicuas, específicas de estómago y de músculo. Las enzimas ubicuas consisten en heterodímeros de distinto tamaño con subunidades catalíticas asociadas a subunidades reguladoras, más pequeñas. Este gen codifica la subunidad grande de la enzima ubicua calpaína 1.

## Interacciones
La proteína CAPN1 ha demostrado ser capaz de interaccionar con:
- PSEN2[4]